# Steppa eurasiatica

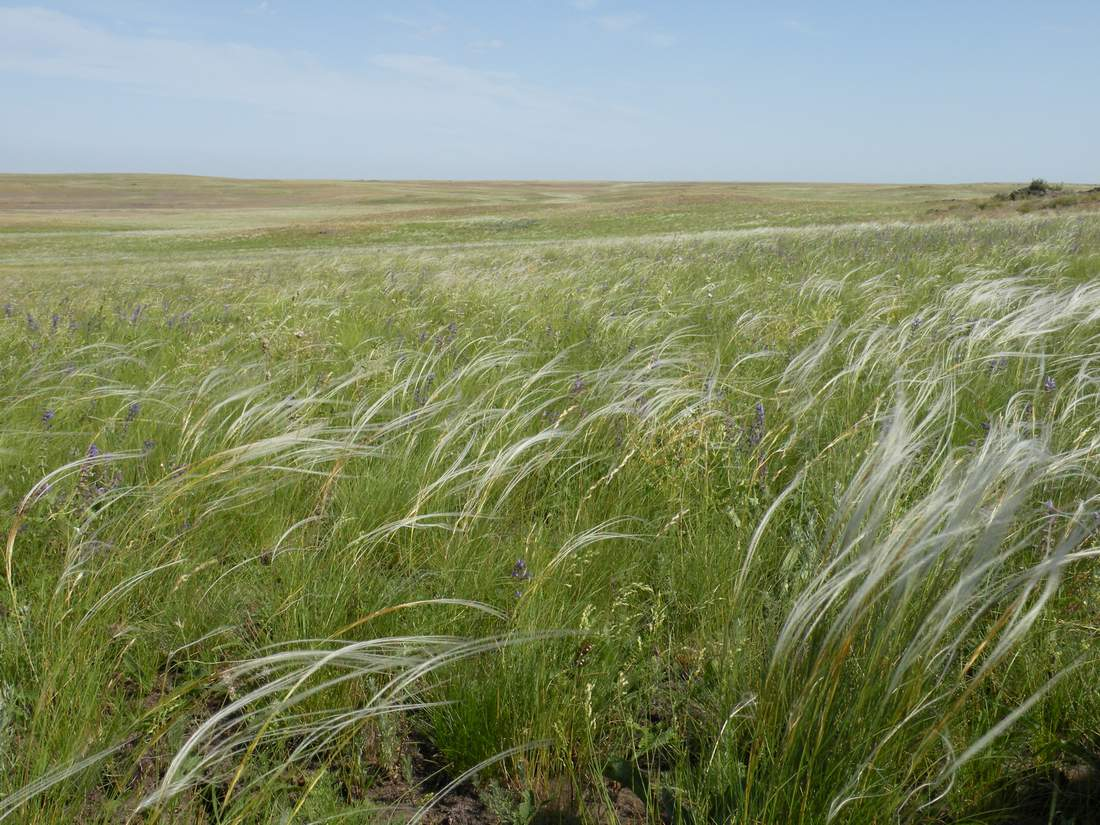
La steppa russa nell'oblast' di Orenburg.

Come steppa eurasiatica o euroasiatica (dal russo: степь, stjep' ) viene indicata, in biogeografia, una formazione vegetale corrispondente al bioma delle praterie, savane e macchie temperate nelle regioni centrali dell'Eurasia. Si tratta di un'immensa distesa di erba e quasi del tutto priva di alberi.
Costituisce l'equivalente biogeografico in Eurasia della prateria dell'America del Nord.

## Geografia

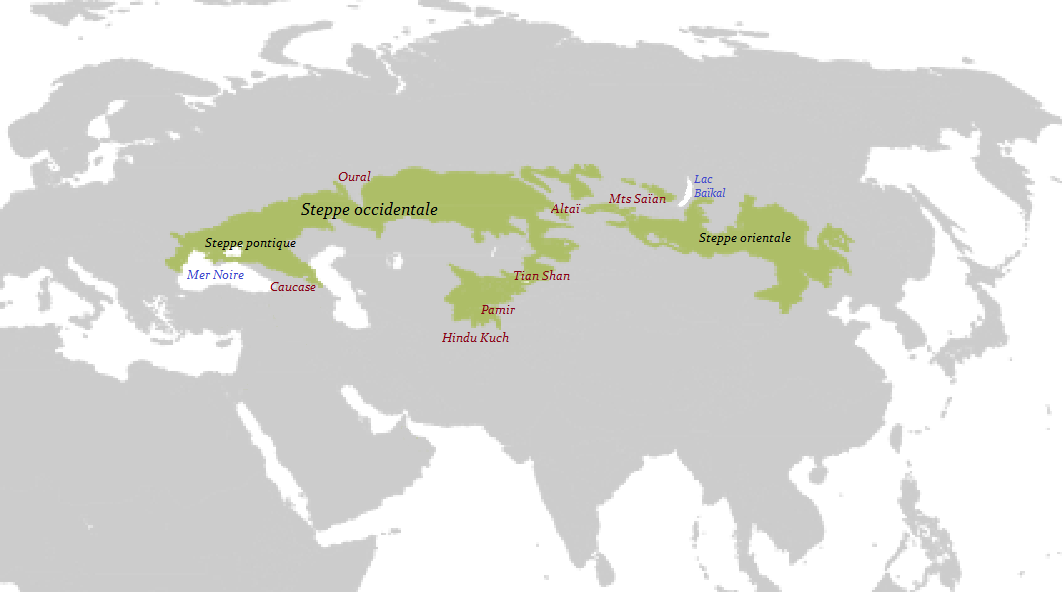
Localizzazione della steppa eurasiatica.

La steppa eurasiatica forma una larga fascia continua che si estende dal delta del Danubio e dalla costa settentrionale del Mar Nero, in Europa, fino alla Mongolia e agli Altai, in Asia, dove, dopo una certa discontinuità creata dalle foreste e dai pascoli alpini degli Altai e dei monti Sayani, prosegue in Estremo Oriente in Mongolia e nel nord della Cina. È delimitata a nord da una fascia di steppa boscosa, zona di transizione con le foreste (foresta decidua e mista temperata e taiga), e a sud da una fascia di vegetazione semi-arida che sfuma nei deserti dell'Asia centrale. Ricopre inoltre i pedemonti, i contrafforti e gli altopiani dei versanti occidentali, meglio irrigati, di numerosi massicci montuosi dell'Asia centrale, dagli Altai a nord-est fino all'Hindu Kush a sud-ovest, passando per il Tien Shan e il Pamir.
Anche la pusta del bacino carpatico (soprattutto in Ungheria, ma anche nell'est dell'Austria) viene spesso associata alla steppa eurasiatica o alla steppa boscosa.

## Ecosistema
A seconda delle caratteristiche delle specie arboree e della copertura erbacea e della loro densità, che variano a seconda del clima (soprattutto delle precipitazione) e del suolo, si parla di steppa alberata, di steppa arbustiva, di prateria fitta di erbe alte, di steppa aperta, di steppa rada, ecc.
La steppa, caratterizzata da una variante relativamente secca del clima temperato continentale, con inverni rigidi ed estati calde, forma la fascia di transizione tra le zone boscose e le zone desertiche dei climi semi-aridi.

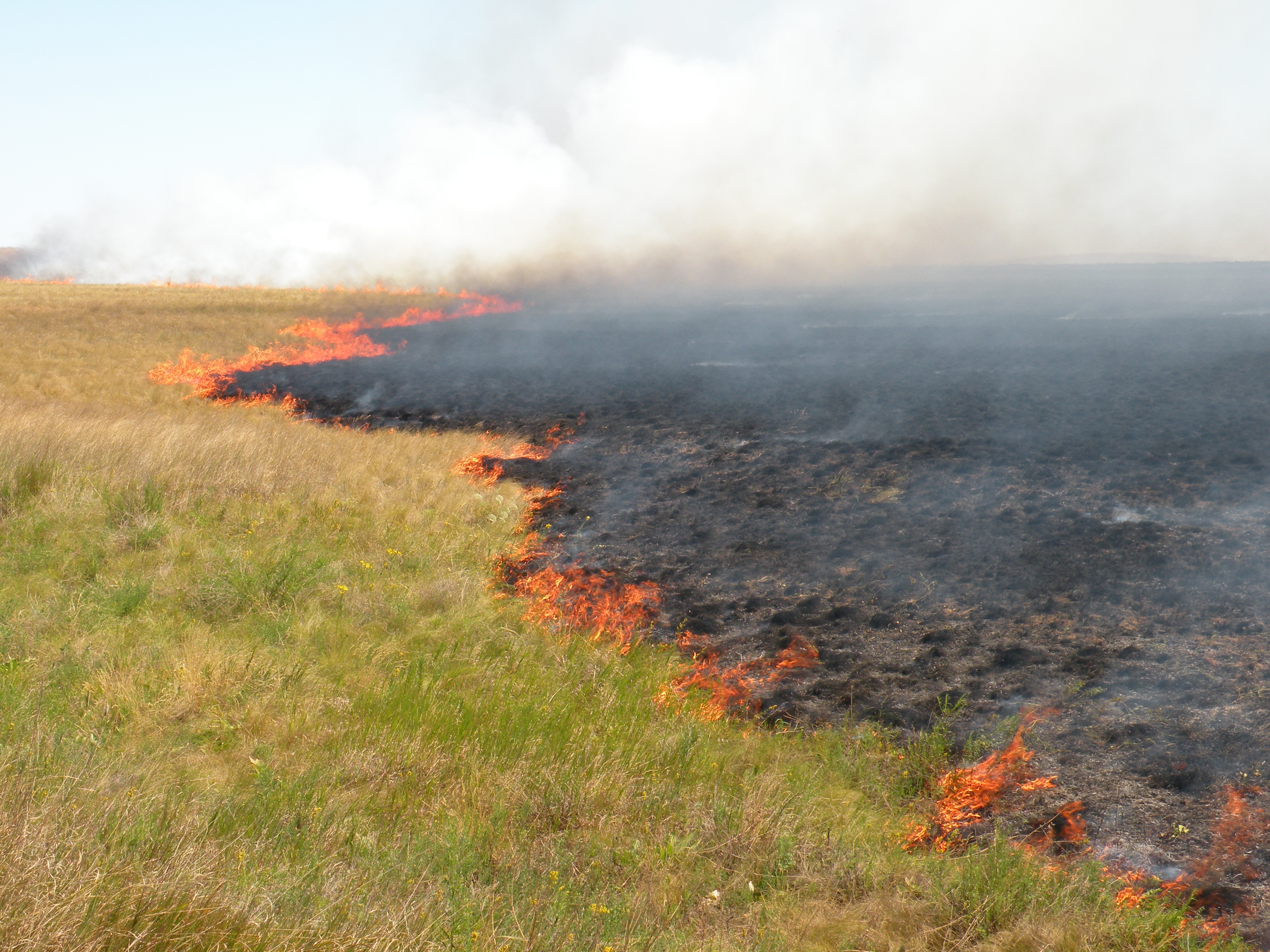
Prateria in fiamme nel Kazakistan.

La formazione vegetale nota come steppa è generalmente povera di alberi, ad eccezione delle valli alluvionali: tale caratteristica permette di distinguere la steppa (che comprende solamente graminacee, piante erbacee e uno strato muscoso-lichenico) dalla savana temperata o steppa boscosa (dove lo strato erbaceo è spesso più fitto ed alto e le specie arboree sono più numerose).

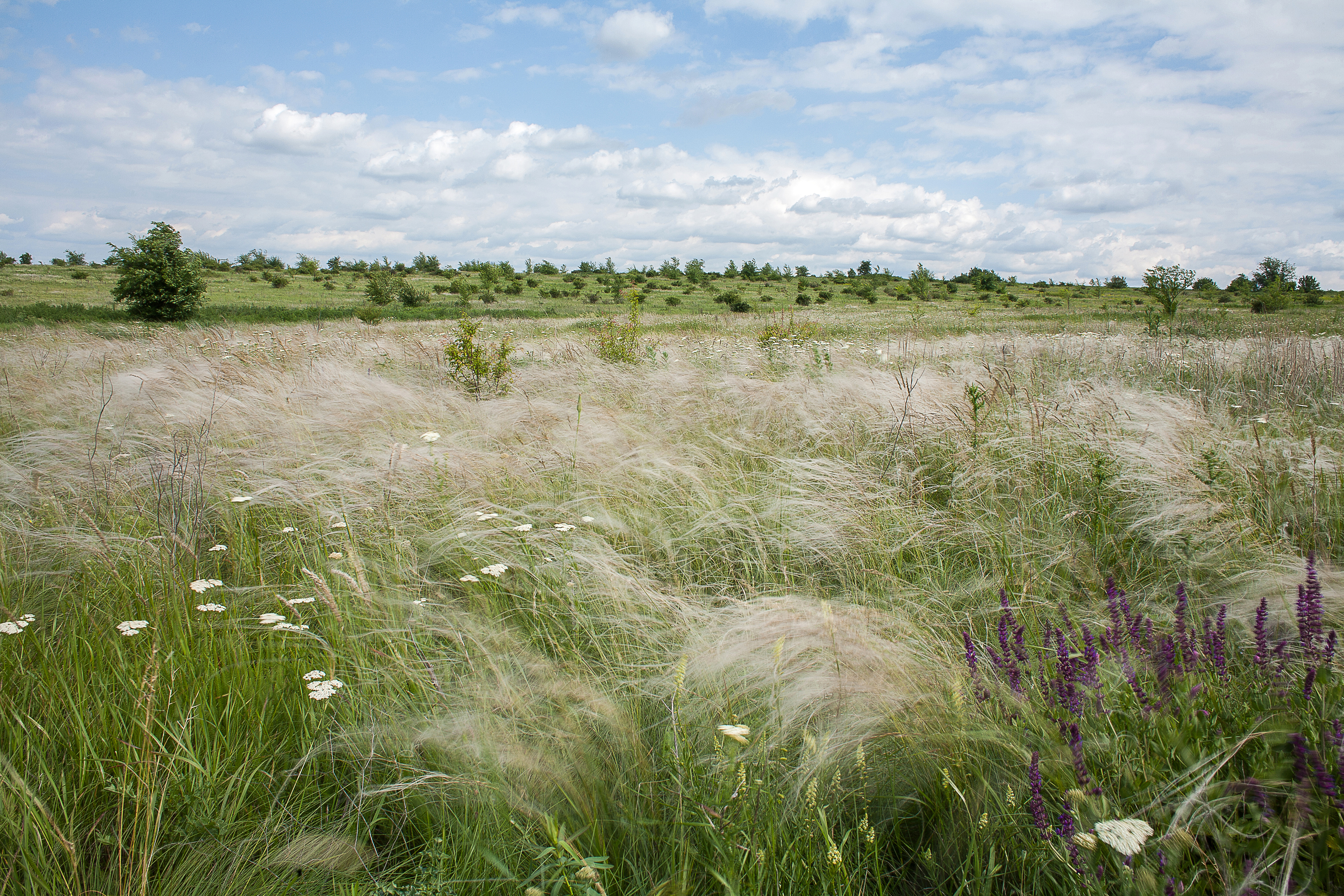
Una porzione di steppa protetta in Ucraina. Vi sono stati reintrodotti alcuni bisonti per aiutare a prevenire la crescita di cespugli e alberi che provocherebbero la scomparsa della flora erbacea.

Si attribuisce la pressoché assenza naturale di alberi alla relativa scarsità o irregolarità delle precipitazioni e alle estati calde, almeno rispetto alle regioni di foresta decidua e mista e di taiga più a nord. È soprattutto l'azione determinante degli incendi di prateria e di foresta durante i periodi di siccità estivi, più frequenti qui che nelle regioni forestali, a spiegare la scarsità degli alberi, poiché, almeno in una parte della steppa, il clima è generalmente piuttosto umido da permettere a un bosco di crescere se non vi fossero incendi. A questo bisognerebbe aggiungere un importante fattore biotico: la forte pressione esercitata dagli animali erbivori, dalle numerosissime specie di roditori che caratterizzano questo ambiente ai ruminanti e ai cavalli; attualmente, nelle zone abitate da pastori nomadi, sono invece gli animali da allevamento ad aver preso il posto delle mandrie selvatiche. Gli erbivori svolgono un ruolo determinante nel mantenere aperto l'ambiente brucando i germogli degli alberi, e mantenendo costante la densità dello strato erbaceo che rallenta l'insediamento di specie arboree. Inoltre la steppa è situata in un clima di transizione assai instabile tra le zone temperate più umide (zona della foresta decidua e mista) e aride (semi-deserti e steppe aride dell'Asia centrale): gli episodi di inaridimento molto frequenti nel corso degli anni possono eliminare la foresta (inaridimenti e incendi, avanzata del deserto), che non ha il tempo necessario di riconquistare lo spazio durante i periodi più umidi, e vedono quindi lo sviluppo di praterie verdeggianti, e il processo di rimboschimento è quindi ostacolato dalla colonizzazione più rapida della fauna erbivora che prospera in queste ricche praterie, nonché dagli incendi estivi che distruggono gli arbusti.

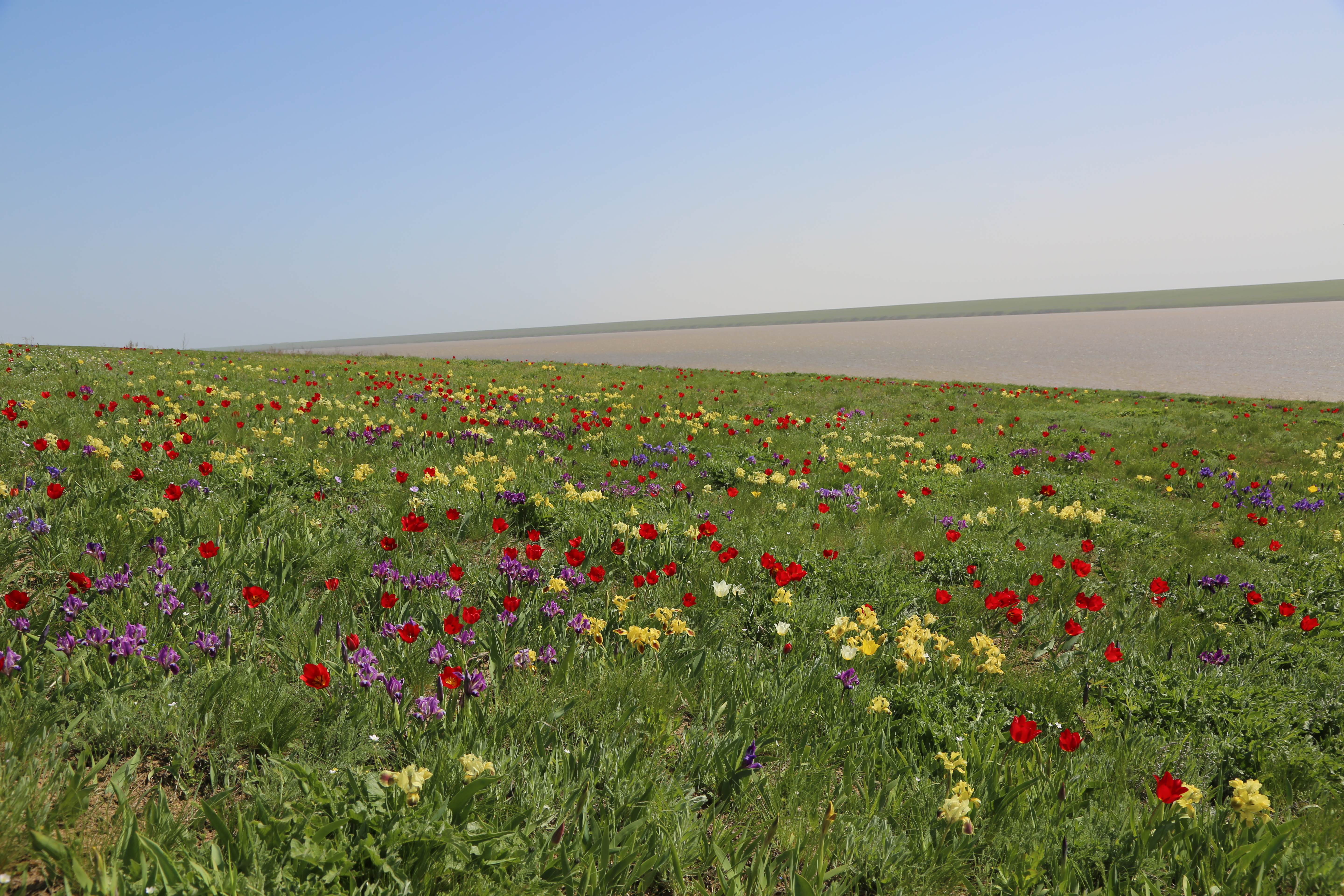
In primavera, Tulipa suaveolens e Iris pumila ornano la steppa eurasiatica dei loro molteplici colori. Oblast' di Rostov.
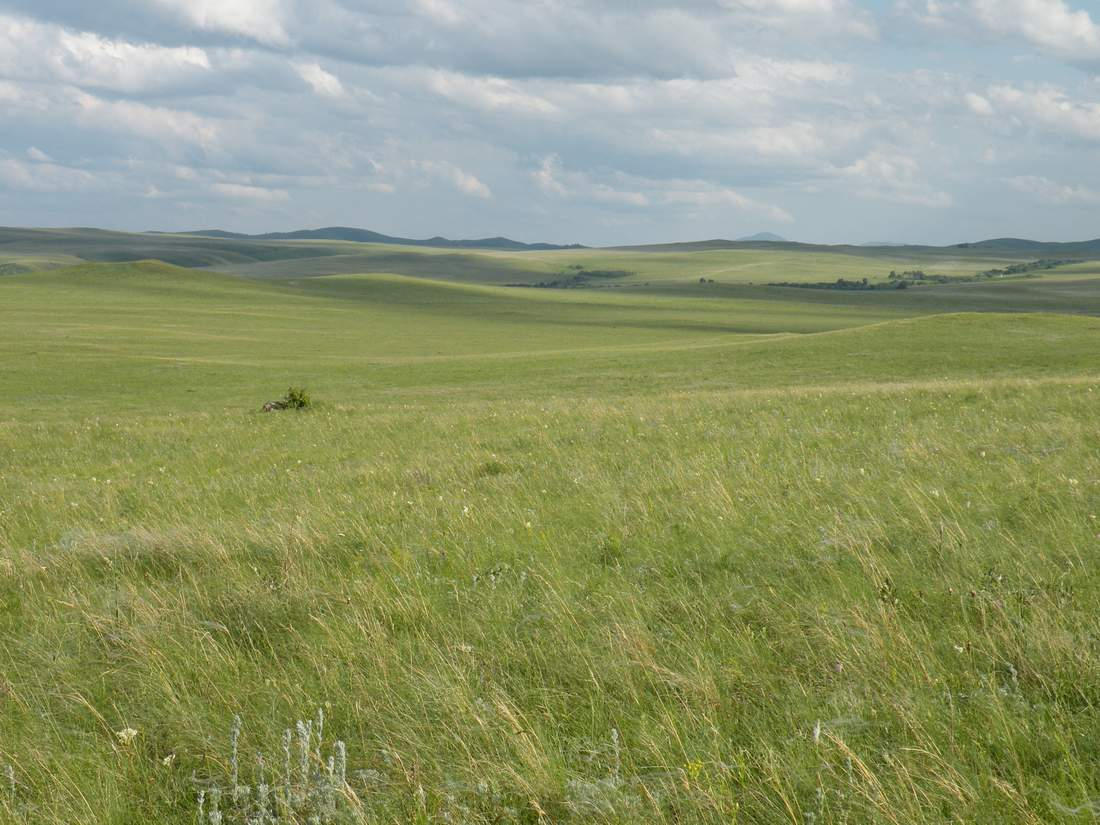
Steppa del sud della Siberia in estate, kraj dell'Altai.
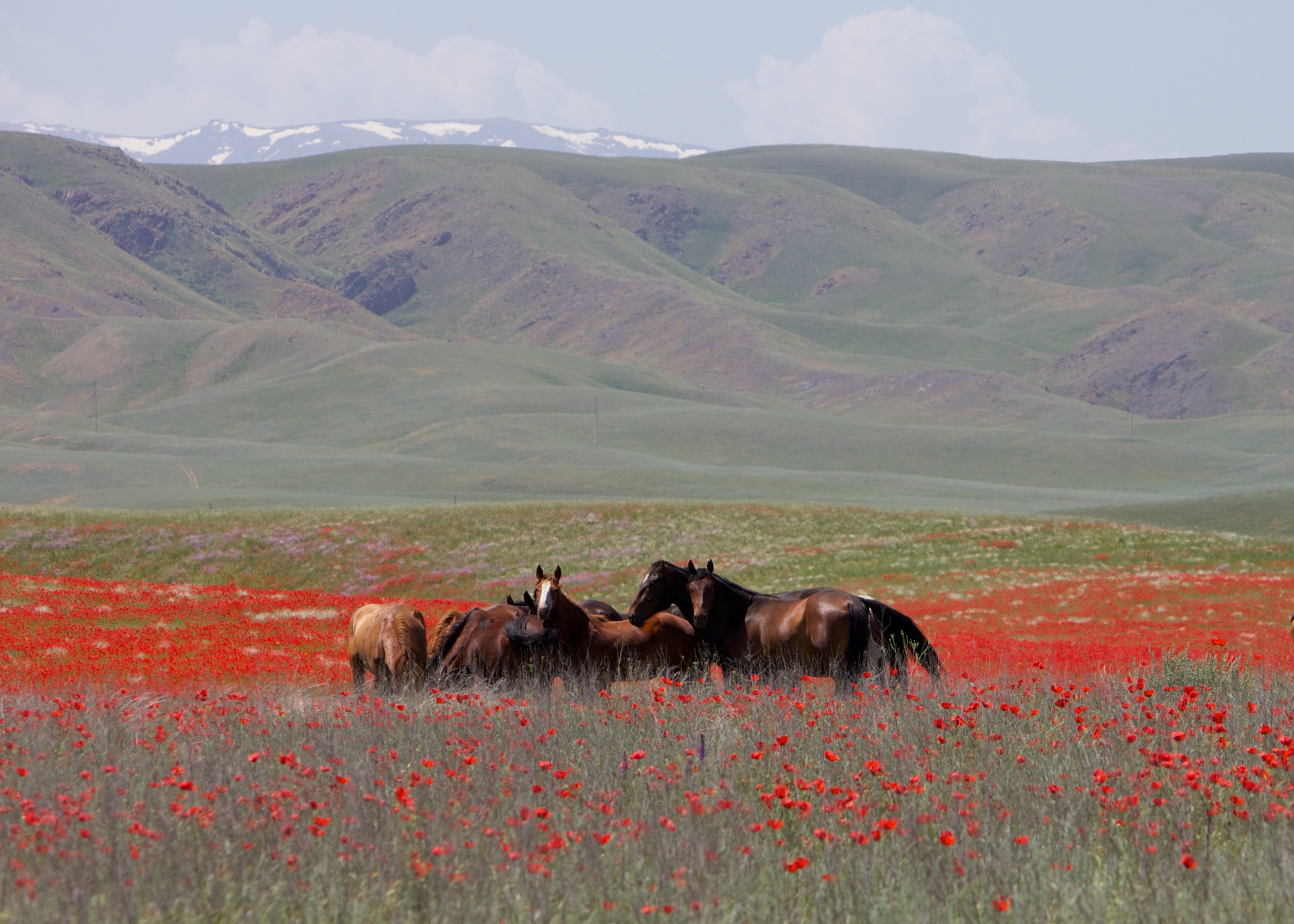
Paesaggio dei pascoli della steppa nell'est del Kazakistan, in estate.
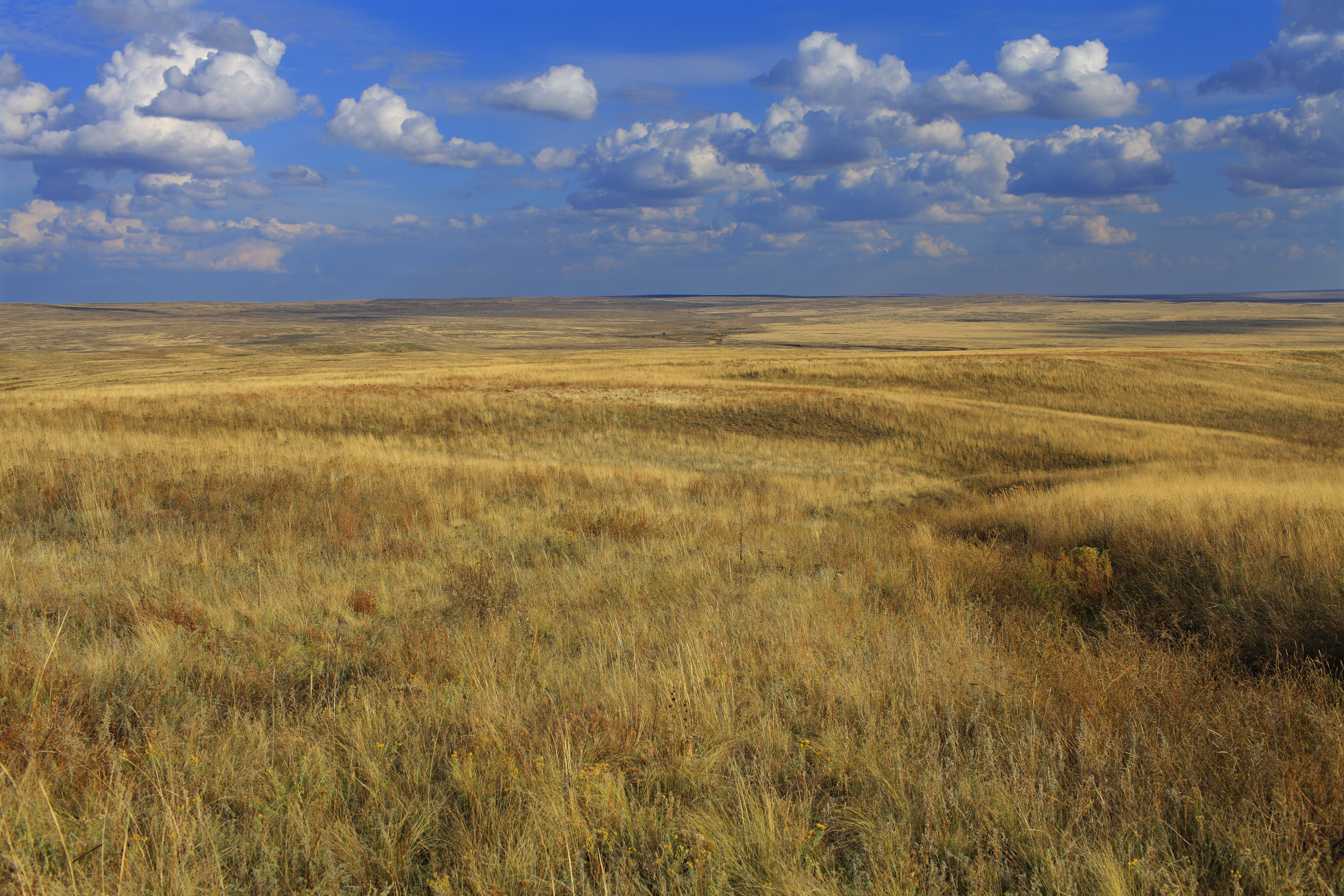
La steppa russa in autunno, nell'oblast' di Orenburg.

## Fauna

### Grandi erbivori
I grandi mammiferi erbivori erano una volta numerosi e diversificati. L'antenato selvatico del cavallo domestico popolava a milioni le steppe occidentali, prima di essere gradualmente sostituito e assorbito dai suoi discendenti domestici, mentre il cavallo di Przewalski è una specie allopatrica della steppa orientale. L'emione o asino selvatico, che popolava la maggior parte della steppa, sopravvive in Mongolia ed è stato reintrodotto in Ucraina. Un tempo anche grandi mandrie di bisonti europei e di uri vivevano in questa regione, soprattutto nella sua parte occidentale, ma sono scomparse già da tempo a causa della caccia e della competizione con il bestiame domestico; tuttavia alcuni esemplari sono stati reintrodotti in alcune riserve. Numerose specie di gazzelle popolavano l'intera steppa, ma quelle che oggi sopravvivono sono molto più localizzate: la gazzella subgutturosa sopravvive ancora nelle zone desertiche dell'Asia centrale, la gazzella della Mongolia è ancora numerosa nella steppa orientale, e la gazzella di Przewalski sopravvive in maniera precaria in Cina. La saiga è una specie singolare, caratteristica delle regioni piuttosto secche, ma che si spostava in passato verso la steppa boscosa durante l'estate. Questa specie, che era notevolmente ridotta di numero, ripopola ora le zone protette della zona occidentale. L'antenato selvatico del cammello della Battriana, del quale sopravvive ai giorni nostri una versione selvatica presente solamente in Cina e in Mongolia, occupava probabilmente un areale molto vasto in Eurasia prima della sua addomesticazione e habitat molto diversi (dai deserti alle steppe boscose). Diverse specie di stambecco vivevano nelle zone rocciose fino a basse altitudini. Tra i cervidi, il cervo nobile ad ovest, rimpiazzato dal wapiti ad est, erano un tempo abbondanti e molto rappresentati nell'arte e nella cultura dei popoli delle steppe, ma sono stati oggetto di una caccia molto intensa e sono oggi divenuti rari in questo habitat. L'alce sopravvive in alcune zone umide, sia nelle steppe occidentali che in quelle orientali. Diversamente dal capriolo europeo, il capriolo siberiano diffuso in Russia dall'Europa all'Estremo Oriente, vive volentieri nelle steppe interamente allo scoperto, anche se preferisce le erbe molto alte. Inoltre, i fossili hanno dimostrato che il megalocero è sopravvissuto nelle steppe boscose della Siberia sud-occidentale, ai piedi degli Urali, fino a 7000 anni fa (cioè al 5000 a.C.): la sua scomparsa coincide quindi con lo sviluppo dell'allevamento e dell'agricoltura nella regione in questo periodo. Infine, nelle paludi e nelle foreste a galleria, sono numerosi i cinghiali.

### Roditori
Nella steppa vivono numerosi roditori. Le marmotte svolgono qui un ruolo simile a quello dei cani della prateria dell'America del Nord. La marmotta bobak popola la steppa pontica e il nord del Kazakistan, ed è rimpiazzata dalla marmotta siberiana nella steppa orientale, dalla marmotta grigia nella zona degli Altai e dalla Marmota menzbieri nei pedemonti e nelle montagne dell'Asia centrale. I citelli (genere Spermophilus) sono degli scoiattoli terrestri imparentati con le marmotte, ma più piccoli e più vivaci: qui è presente un certo numero di specie, distribuite in funzione degli habitat e della natura del suolo. Ad esempio, nella parte occidentale della steppa, il citello europeo e il citello macchiato abitano piuttosto la zona delle steppe boscose, il citello nano e il citello rosso popolano piuttosto le regioni di steppa aperta, mentre il citello giallo si limita alle regioni semi-aride. Altre specie di citelli popolano le steppe più orientali. Tra i lagomorfi (che non sono roditori stricto sensu), la lepre europea è molto numerosa in una gran parte della steppa della quale è originaria, e la lepre variabile è ugualmente molto presente in tutto il sud della Siberia, nonché nel nord del Kazakistan e fino al nord-est della Cina. Il pika delle steppe, che ricorda un piccolo coniglio dalle zampe corte con le orecchie corte e rotonde, vive oggi nel sud della Siberia e nel nord del Kazakistan, nonché in passato fino in Ucraina, ma altri pika lo rimpiazzano in oriente. I criceti, assai diversificati, sono dei roditori molto caratteristici della steppa. In Europa sono presenti il criceto europeo, il criceto nano migratore, in alcune località i criceti dorati (Mesocricetus newtoni attorno al delta del Danubio e Mesocricetus raddei in Ciscaucasia), poi, più ad est, il criceto di Eversmann, il criceto russo, ecc. I gerboa sono dei roditori bipedi dalle lunghe zampe posteriori che si spostano rapidamente saltando come dei piccoli canguri e servendosi della lunga coda come bilanciere. Il gerboa maggiore in particolare, grande quasi quanto un citello, vive nelle praterie fino ai margini delle foreste, mentre le altre specie di gerboa più piccole abitano regioni più aride. Tra i piccoli roditori che si nutrono in superficie, il lemming delle steppe (Lagurus lagurus), che va incontro a forti proliferazioni periodiche locali seguite da migrazioni su lunghe distanze, così come le siciste, sono anch'essi tipici di questo habitat, e a loro si aggiungono numerose arvicole (Microtus obscurus e Microtus levis nelle regioni europee). Sottoterra, vivono varie specie di Spalax o ratti-talpa, strani roditori fossori ciechi che scavano instancabilmente gallerie per nutrirsi di rizomi e di bulbi, ma anche le arvicole fossorie (Ellobius spp.).

### Predatori
I grandi predatori erano un tempo molto diversificati, ma sono oggi in gran parte scomparsi. La tigre del Caspio è scomparsa nel XX secolo da Asia centrale e Turchia, ma nel Medioevo la sua presenza veniva ancora segnalata fino in Ucraina e in Russia. Secondo uno studio genetico la tigre del Caspio apparterrebbe in realtà alla stessa razza della tigre siberiana che vive ancora nel Territorio del Litorale. Le popolazioni di tigri dell'Asia centrale e quelle dell'Estremo Oriente russo erano quindi ancora collegate tra loro fino ad un'epoca ancora recente (poche migliaia di anni fa al massimo), attraverso il sud della Siberia. Altre numerose incursioni di tigri sono state segnalate tra il XIX e il XX secolo nel nord del Kazakistan e in tutto il sud della Siberia, anche se non esistevano a priori popolazioni residenti in queste regioni. La tigre è un predatore solitario degli ambienti coperti, ma nelle regioni steppiche viveva soprattutto nei vasti canneti e nelle foreste umide delle pianure alluvionali e intorno ai numerosi laghi (nonché nelle foreste di montagna, come sul Caucaso e sul Tien Shan), dove cacciava principalmente il cinghiale e i cervidi, quindi non viveva in effetti nella steppa aperta propriamente detta. Condivideva il suo habitat con l'orso bruno, nonché, in alcune zone, con il leopardo. Il leone europeo, che cacciava in gruppo, è stato il principale predatore di grandi ungulati negli habitat aperti. Le ossa di leone rinvenute mostrano che questa specie era molto presente durante gran parte dell'Olocene nelle steppe europee, dall'Ungheria al sud della Russia, passando per i Balcani e l'Ucraina, e probabilmente in Asia centrale. Sopravvisse fino all'Antichità (i popoli sciti hanno raffigurato spesso dei leoni nella loro arte, così come altri felini), ma scomparve dall'Europa in età classica e gli ultimi esemplari della steppa furono segnalati nel Daghestan nel Medioevo. Nelle steppe viveva anche il ghepardo, che fu addirittura addomesticato e utilizzato nel Medioevo in Europa orientale alla stessa maniera dei cani da caccia. Questo predatore può essere considerato veramente insediato nelle regioni steppiche, dove si era specializzato nella caccia alle antilopi. Il lupo è ancora ben presente in tutta la regione, mentre il cuon sembra essere scomparso totalmente dalla steppa orientale nel XX secolo. Il leopardo delle nevi abita ancora le regioni montuose dell'Asia centrale a tutte le altitudini. Tra i piccoli predatori non possiamo dimenticare la volpe corsac, propria dell'habitat della steppa e degli ambienti semi-aridi, ma anche la volpe rossa, ben presente nelle praterie più lussureggianti e nelle vallate.

### Uccelli
Tra gli uccelli più caratteristici di questo ambiente possiamo citare l'otarda eurasiatica, la gallina prataiola, la damigella di Numidia, la pavoncella gregaria, l'aquila imperiale, l'aquila delle steppe, il falco sacro, l'albanella pallida, lo storno roseo, numerose allodole, ecc. Nella steppa occidentale sono presenti anche numerose specie di uccelli europei, comprese, nei boschi che crescono nelle valli alluvionali e sui pendii riparati, quelle forestali.

### Insetti
Gli insetti fitofagi, come le cavallette, le farfalle e alcuni coleotteri, svolgono un ruolo importante in termini di biomassa animale e del consumo di biomassa vegetale.

## Utilizzo da parte dell'uomo
In gran parte della steppa, specialmente nell'ex-URSS e nella Cina del nord, proprio come nelle praterie dell'America del Nord, laddove la topografia e il clima sono favorevoli, quasi tutto il territorio è stato messo a coltura. La steppa occidentale è pertanto divenuta uno dei grandi bacini di produzione cerealicola del mondo. L'Ucraina e il sud della Russia erano considerate il granaio dell'URSS, così come la prateria americana per gli Stati Uniti, e ciò ha portato al declino della flora e della fauna proprie di questo ambiente. Infatti, specialmente il grano, è particolarmente ben adatto al clima e ai suoli di questo ambiente, soprattutto alle terre nere o chernozem, un suolo argillo-umico presente nelle regioni settentrionali della steppa (più umide), ricchissimo di materia organica fino a gran profondità (talvolta fino a 1 m, o addirittura a 6 in certe zone dell'Ucraina), spesso considerato come il miglior suolo agricolo del mondo e di cui la cintura di steppa eurasiatica costituisce la più vasta distesa al mondo. Tuttavia, a causa delle condizioni di aridità prevalenti nel sud della regione, l'agricoltura qui praticata, un'aridocoltura estensiva che produce bassi rendimenti medi, ha provocato un intenso sfruttamento della regione. 
Altrove, soprattutto dove il rilievo o i suoli sono meno favorevoli alle coltivazioni, le steppe vengono sfruttate come pascoli per l'allevamento, ancora frequentemente praticato sotto forma di pastorizia nomade in alcune aree, come la Mongolia e il Kirghizistan o anche certe zone della Siberia, il che ha permesso di preservare quasi intatto tale ecosistema.

## Importanza storica
La steppa formava un'ampia fascia nel cuore dell'Eurasia, e svolse un ruolo molto importante nella storia del Vecchio Mondo. È stata il teatro dell'addomesticamento del cavallo, animale originario della steppa che permise la comparsa di popolazioni molto mobili in questi paesaggi aperti e senza alcun altro ostacolo che i corsi d'acqua, che vivevano di pastorizia nomade, seguito dall'invenzione dei primi carri da guerra. La steppa divenne quindi una vera e propria autostrada per le migrazioni durante l'espansione indoeuropea. I popoli sciti derivati da questi indoeuropei iniziarono in seguito a compiere progressi nell'equitazione, il che permise loro di dominare tutta l'Eurasia centrale durante l'Antichità. Più tardi, a partire dalla fine dell'Antichità e dall'inizio del Medioevo, la steppa divenne allo stesso modo la via principale durante la rapida espansione dei popoli turchi e di altri popoli come gli Unni, provenienti dall'Estremo Oriente, che sostituirono in parte i popoli indoeuropei, provocando movimenti di popolazioni a cascata in tutta l'Eurasia occidentale che furono una delle cause di quelle che in Occidente sono note come invasioni barbariche. Poi, nel XIII secolo, fu la volta dell'immenso Impero mongolo di Gengis Khan. E, più di recente, la colonizzazione russa della Siberia e di gran parte dell'Asia centrale a partire dal Rinascimento, avvenuta anch'essa percorrendo la steppa a dorso di cavallo, che portò alla fondazione del più grande stato tuttora esistente. La ferrovia russa della Transiberiana passa in parte attraverso la steppa, dove si concentra ancora oggi una parte importante della popolazione di etnia russa di Siberia e Kazakistan.

## Galleria d'immagini

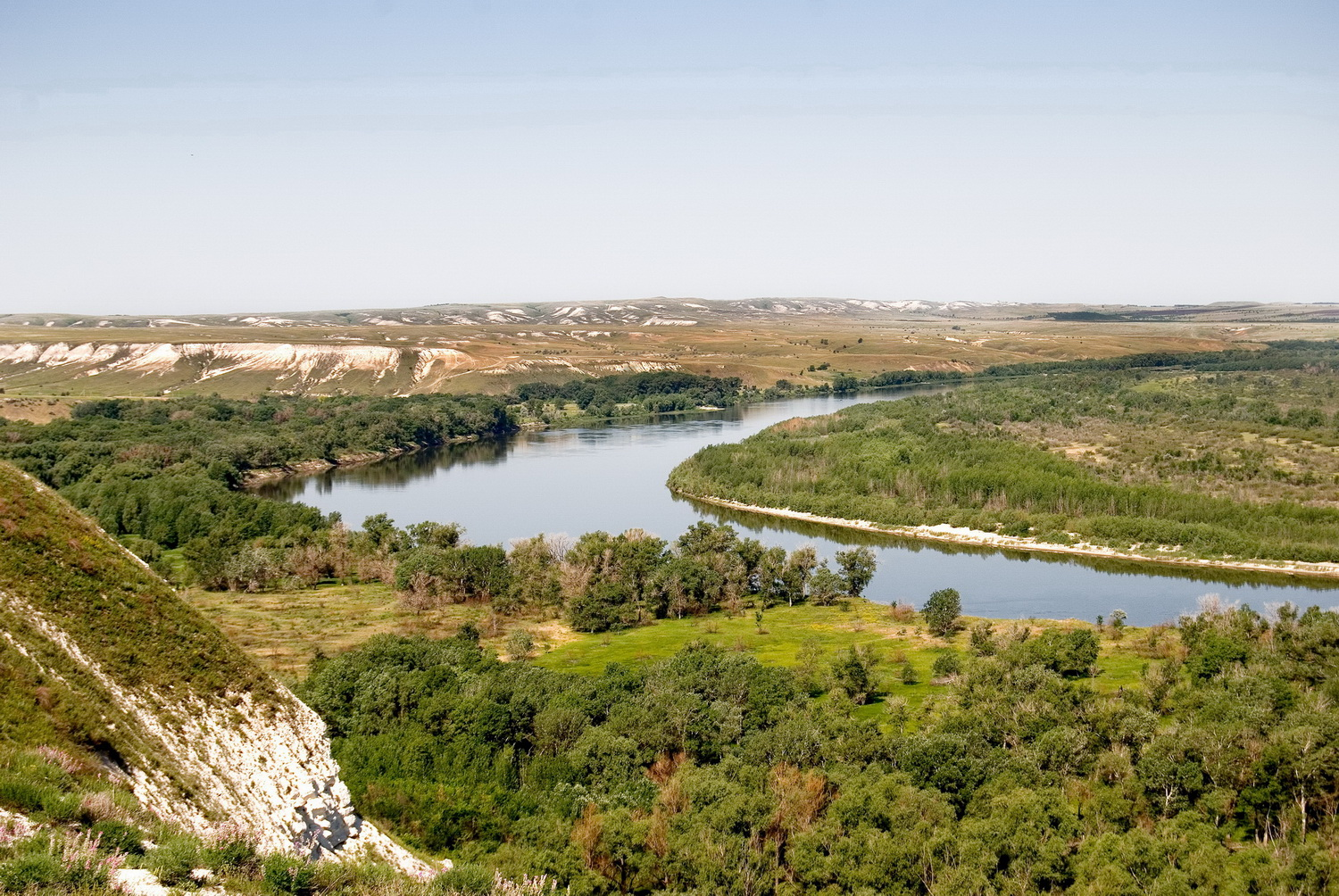
Steppa arida su un altopiano calcareo attraversato dalla valle alluvionale umida del fiume Khopyor. Oblast' di Volgograd, Russia.
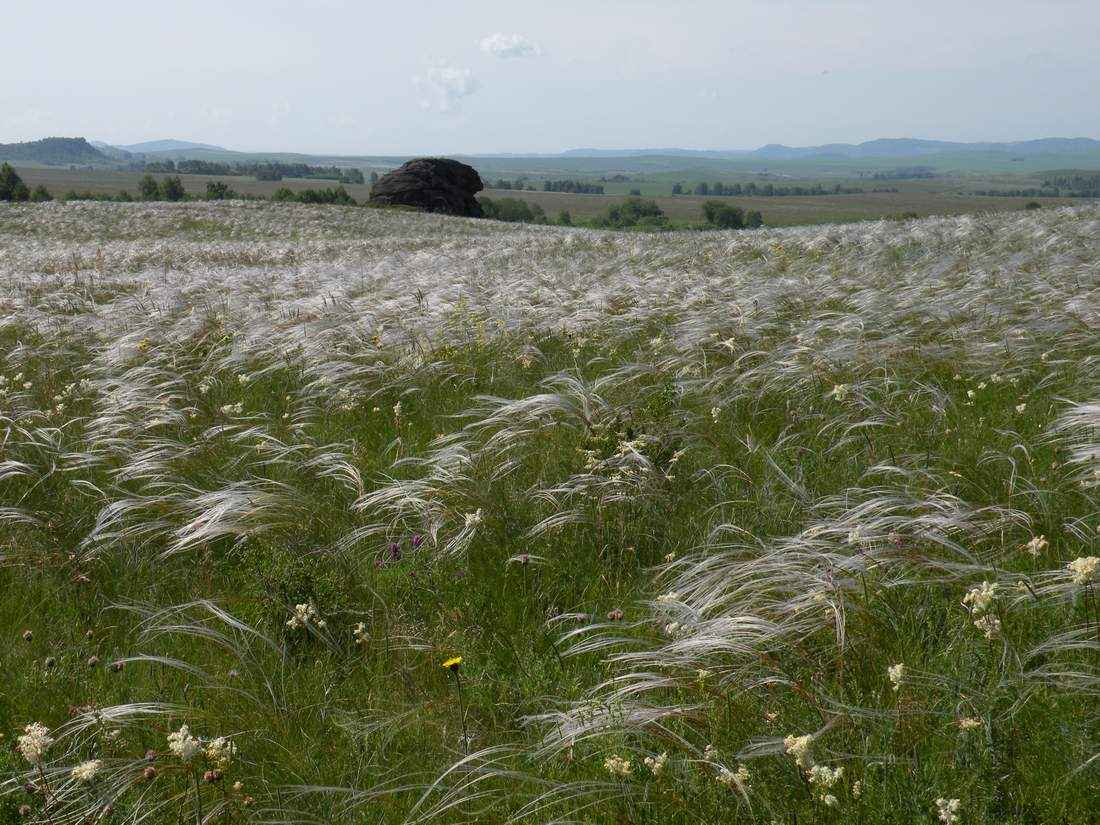
Steppa in Siberia, kraj dell'Altai, attraversata da siepi di alberi piantati in era sovietica per tentare di contrastare i venti aridi.
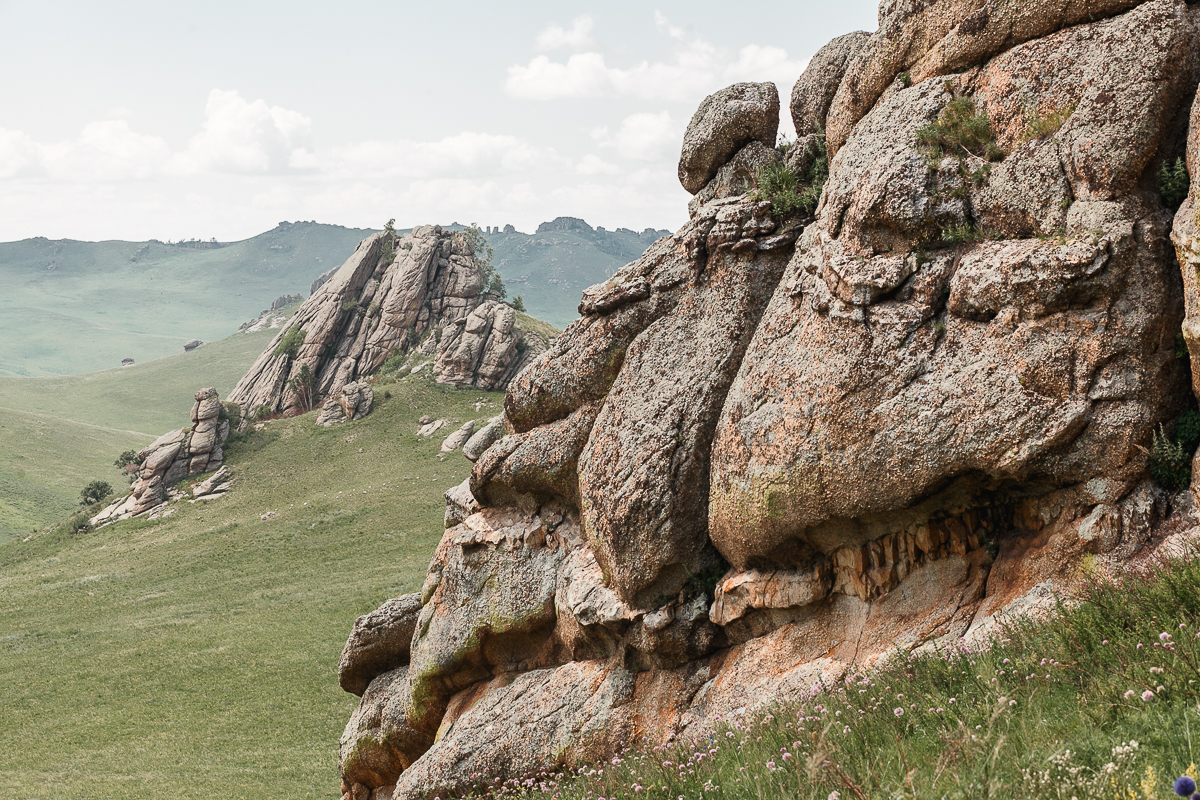
La steppa orientale nell'est della Siberia, kraj di Transbaikalia (Dauria).
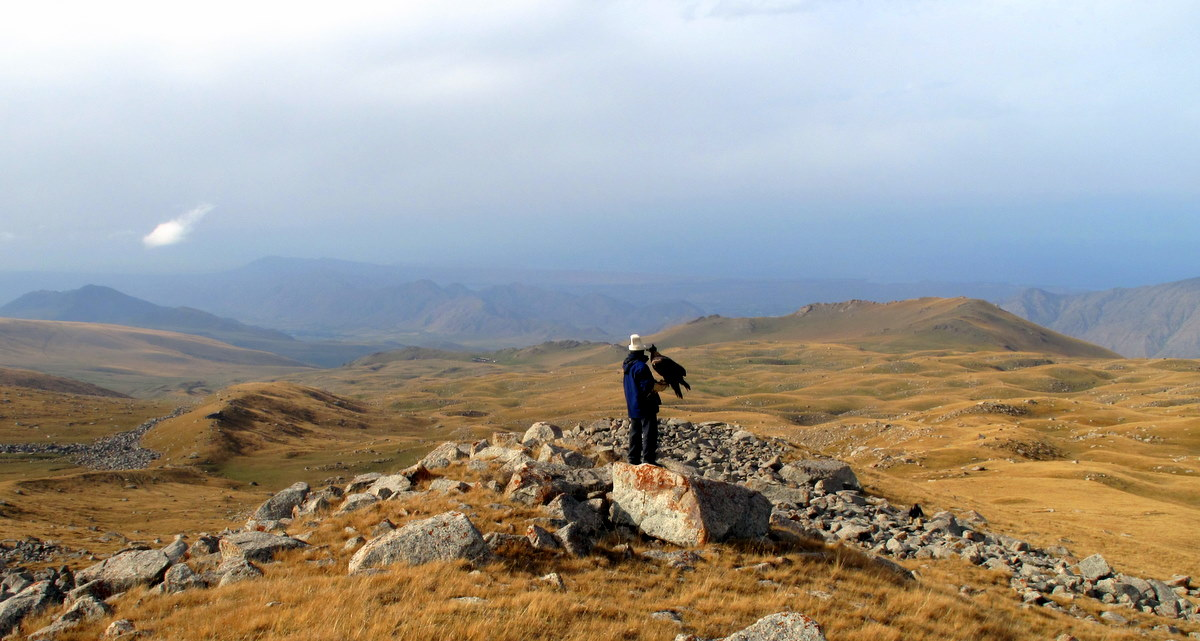
Steppa del Kirghizistan.